# Kill Shot (jeu vidéo)
Kill Shot est un jeu de tir à la première personne mobile développé par Hothead Games.

## Gameplay
Les joueurs accomplissent des missions pour collecter de l'argent dans le jeu. Dans chaque mission, les joueurs doivent tuer un nombre minimum d'ennemis. Les cibles manquées peuvent fuir et faire échouer le joueur. En utilisant de l'argent dans le jeu ou des achats premium, les joueurs peuvent améliorer leur équipement, ce qui leur permet de terminer des missions d'opérations noires avec des exigences plus strictes. Les joueurs peuvent également s'engager dans des défis quotidiens, qui sont proposés sur une période de 28 jours. Un mode multijoueur spécial est disponible. 

## Accueil
Metacritic, un agrégateur d'avis, a évalué la version iOS 57/100 sur la base de cinq avis. Bien que Pocket Gamer ait critiqué les graphismes du jeu et les améliorations en argent réel, ils l'ont qualifié de « toujours super agréable d'une manière effervescente et totalement jetable ».  Brittany Vincent de Gamezebo lui a attribué 3/5 étoiles et a écrit que « de nombreuses améliorations de Kill Shot sont amusantes au début, mais qu'elles deviennent rapidement répétitives et dépendent des microtransactions ». Jennifer Allen de 148apps.com lui a attribué 3 étoiles sur 5 et a écrit: « Kill Shot est souvent satisfaisant, mais ses achats intégrés plus qu'insistants vous laisseront un peu déçu ». 

## Procès
En novembre 2014, Glu Mobile a poursuivi Hothead Games, alléguant que Kill Shot avait copié Deer Hunter 2014. Hothead Games a réglé à l'amiable en août 2015. 

## Suite
Une suite, Kill Shot Bravo, a été publiée le 17 novembre 2015. 